# Diccionari digital
El diccionari digital és un lèxic el suport del qual no és el tradicional i analògic llibre de fulls de paper sinó electrònic.

## Història i evolució
Arribada la dècada del 1990, amb la revolució tecnològica, es replanteja el concepte del diccionari tradicional i s'inicia un treball nou sobre una nova via: la lexicografia digital. Aquest nou format suposa un canvi per a usuaris i lexicògrafs i afecta no sols al suport sinó també a la codificació de les dades. Aquesta nova via es percebia com una manera de fer extensives les obres a un públic més gran, per tant, alguns dels principals diccionaris s'oferiren en format digital.

## Tipologia
Hi ha dos tipus de diccionaris digitals. D'una banda es consideren els diccionaris digitalitzats les versions electròniques de diccionaris editats prèviament en paper que s'ofereixen en format digital, ja sigui en CD-ROM o per internet. Mentre que els diccionaris en línia són aquells creats únicament en format electrònic i dels quals no exiteix la versió en paper. Alguns diccionaris es van digitalitzar tan bon punt es van crear, com és el cas del Gran Diccionari de la Llengua Catalana creat l'any 1998. En canvi d'altres, com el Diccionari català-valencià-balear, creat a principis del segle xx, va haver d'esperar fins a l'any 2001 per a estar a la xarxa.

## Avantatges i inconvenients
El diccionari digital es va concebre com un complement al diccionari tradicional, però els avantatges que aquell representa fa que cada dia la versió en línia hi guanyi més terreny al paper. Per començar, el diccionari digital pot incloure sons. Això podria permetre l'exemplificació d'un soroll si el terme hi està relacionat. Però l'avantatge més gran en aquest sentit és que poden oferir un exemple de la correcta pronunciació d'una paraula. Els diccionaris tradicionals solien incloure una transcripció fonètica, però molts usuaris desconeixien aquests codis. En segon lloc, com que els diccionaris digitals no ocupen més espai físic, poden oferir informacions més completes, com ara les conjugacions verbals en totes les persones, temps i modes. Els tradicionals solien oferir només els paradigmes principals. També cal ressaltar que en els diccionaris en línia qualsevol actualització pot ser molt més efectiva i no necessita una reedició com en el cas del llibre físic. D'altra banda, cal destacar l'efectivitat en la cerca de paraules que ofereix la versió digital. Únicament cal introduir la paraula desitjada i no es necessita cercar-la per ordre alfabètic. I per acabar, un dels principals avantatges és l'accés a aquestes obres des de qualsevol ordinador. Fins i tot hi ha aplicacions per al mòbil que et permeten dur un diccionari sempre amb tu.
Per contra, també existeixen alguns punts negatius per als diccionaris digitals: les falses fonts poden suposar una amenaça per l'aparició de diccionaris que no segueixen la normativa i que poden fer confondre els usuaris. Aquesta fiabilitat de les dades és un factor que afecta tota la informació de la xarxa.

## Exemples
En llengua catalana disposem d'un gran nombre i poden ser destacats els següents:
- Diccionari de l'Institut d'Estudis Catalans. (http://dlc.iec.cat)
- Gran Diccionari de la Llengua Catalana. (www.diccionari.cat)
- Gran Enciclopèdia Catalana. (www.enciclopedia.cat)
- Diccionari de la Llengua Catalana Multilingüe (www.multilingue.cat)
- Diccionari català-valencià-balear (http://dcvb.iecat.net/ Arxivat 2004-08-26 a Wayback Machine.)
- Diccionari de terminologia (www.termcat.cat)